# Гай Косконий (трибун)
Гай Косконий (Gaius Cosconius) е политик на Римската република през края на 1 век пр.н.е. Произлиза от фамилията Косконии.
През 59 пр.н.е. той е народен трибун по време на консулата на Юлий Цезар и Бибул. Става едил през 57 пр.н.е..